# Stadtmauer von Treviso

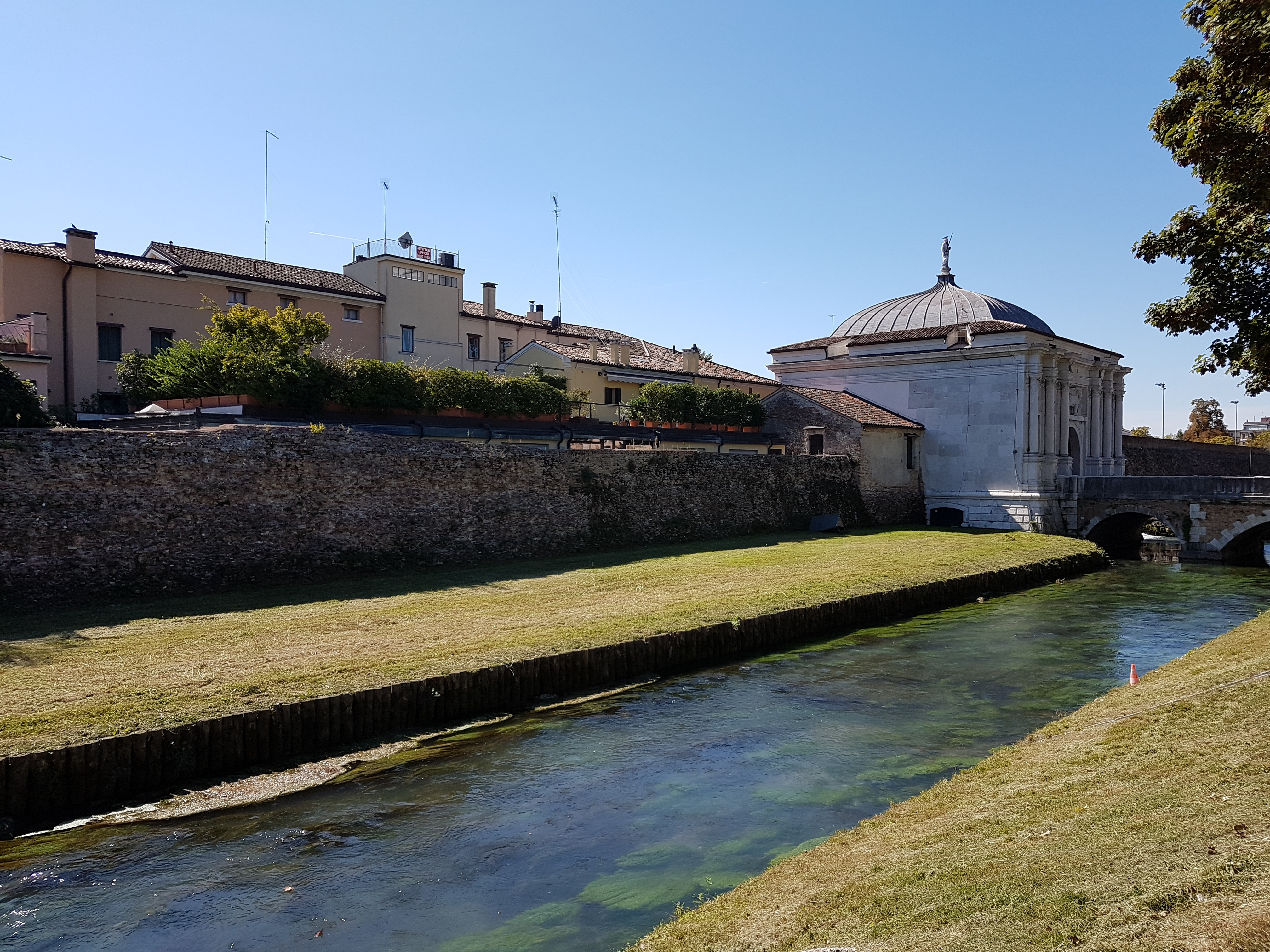
Der Mauergürtel von Treviso an der Porta San Tomaso, 2018

Der Mauergürtel von Treviso ist ein Komplex von Verteidigungsanlagen, der im Laufe der Jahrhunderte errichtet wurde um die Stadt vor feindlichen Angriffen zu verteidigen.

## Geschichte

### Römische Mauer
Bereits in prähistorischer Zeit befand sich im Gebiet des heutigen historischen Stadtkerns eine bronzezeitliche Siedlung. Im Jahr 49 vor Christus wurde Tarvisium zum Municipium ernannt und erhielt in der Folge einen ersten Mauerkranz. Unklar ist der Verlauf der römischen Befestigungsanlagen von Tarvisium. Das Municipium stand auf der Insel, die durch die Flüsse Botteniga und Sile gebildet wurde und entwickelte sich somit entlang dieser Wasserwege.
Der Abt Luigi Bailo schrieb am Ende des neunzehnten Jahrhunderts nieder, dass die in der Nähe der Brücke von San Chiliano, in Via Antonio Canova, durchgeführten Ausgrabungen die Überreste von Festungsanlagen, die er als römisch identifizierte hervorbrachten.
Für das Toponym „Via Cornarotta“ (vielleicht „Corna rupta“ [gebrochenes Horn]), besteht die Hypothese, dass hierdurch der Bruch der Ordnungsmäßigkeit des Decumanus, der senkrecht verlaufenden Linien im rechtwinklig angelegten Straßensystem abgebildet werden sollte.

## Befestigung des vierzehnten Jahrhunderts

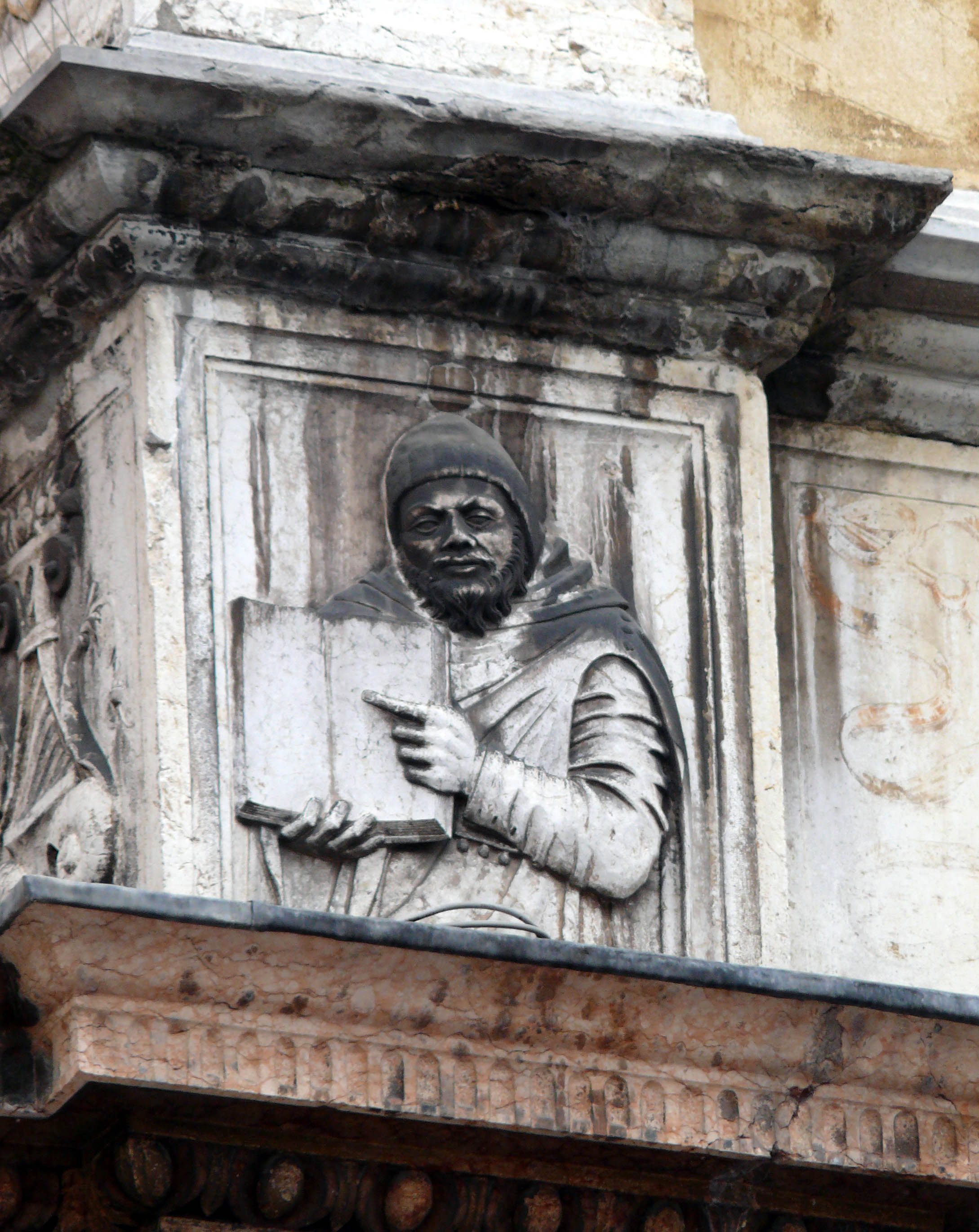
Relief des Fra Giocondo in Verona

Während des 14. Jahrhunderts wurde die Befestigung Trevisos mit hohen Zinnen ausgestattet und mit den vorgelagerten Dörfern durch dreizehn Toren verbunden. Im Laufe der Jahre wurden jedoch viele Anbauten an Gebäuden und Mauern vorgenommen, die die Funktionalität dieses Verteidigungssystems in Frage stellten. Die Vororte rückten an die Stadt und mussten in die ausgebaute Stadtbefestigung mit Mauern und Türmen einbezogen werden. Reste dieser Mauer sind heute noch sichtbar im Verlauf der Mauern des 16. Jahrhunderts an der Porta Altinia, erbaut neben einem ehemaligen mittelalterlichen Stadttor.
Nach der Niederlage in der Schlacht von Agnadello brach der Zusammenhalt der Terraferma der Venezianer unter dem Druck von Franzosen und Deutschen zusammen. Venedig entschloss sich die wichtigsten Städte des Festlandes, einschließlich Treviso fortifikatorisch zu verstärken. Der Rat der Zehn betraute den Franziskaner Giovanni Giocondo aus Verona mit dem Projekt.
Zwischen 1509 und 1518 wurden die mittelalterlichen Mauern abgerissen, ebenso die Vororte und andere Gebäude, die außerhalb oder sogar innerhalb in unmittelbarer Nähe der Mauern bestanden, unter anderem der Chor der Kirche Santa Maria Maggiore, und die einer Stadtentwicklung im Wege standen.

## Bildergalerie

### Stadtmauer

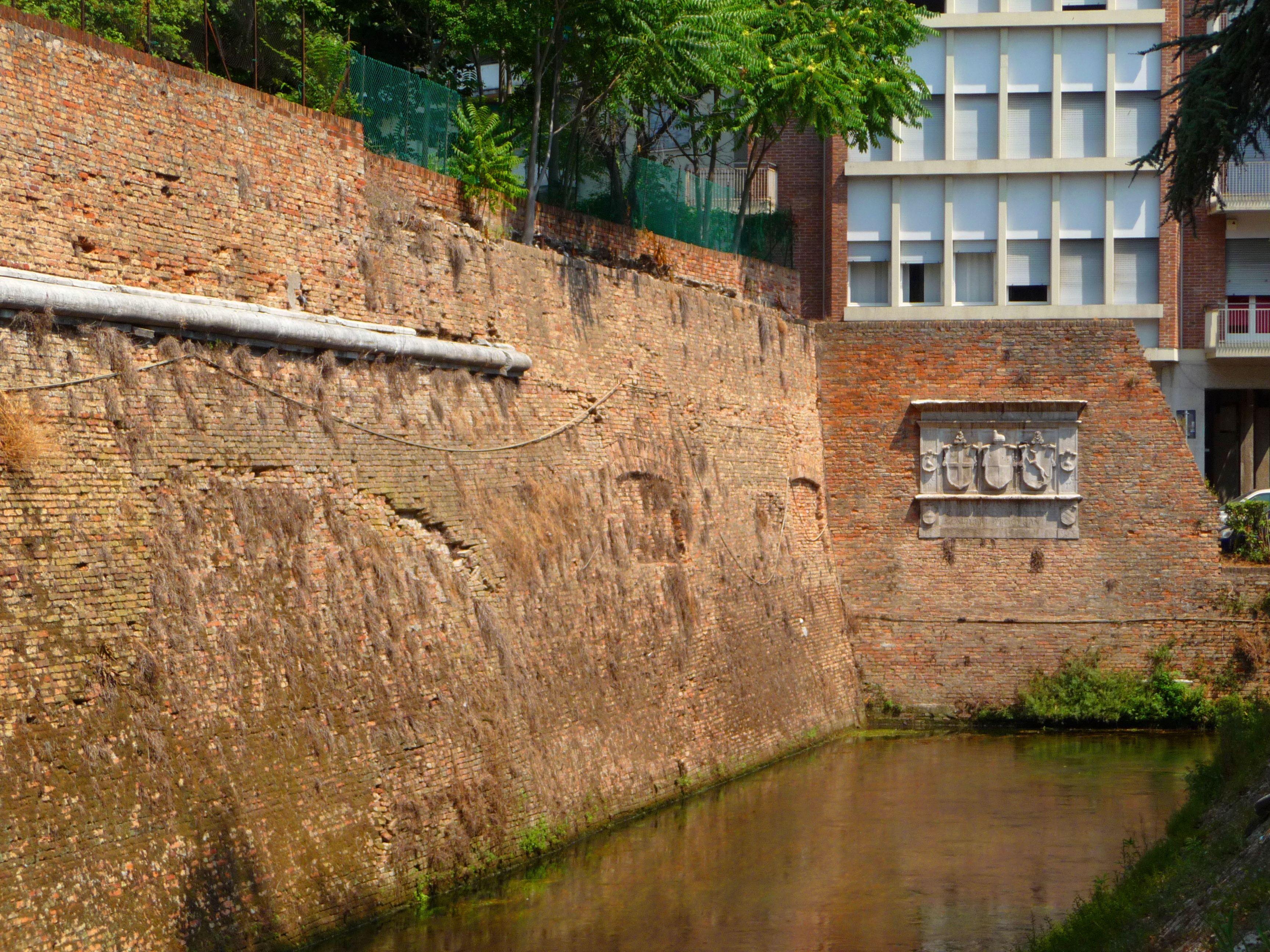
Stadtmauer im Bahnhofsviertel
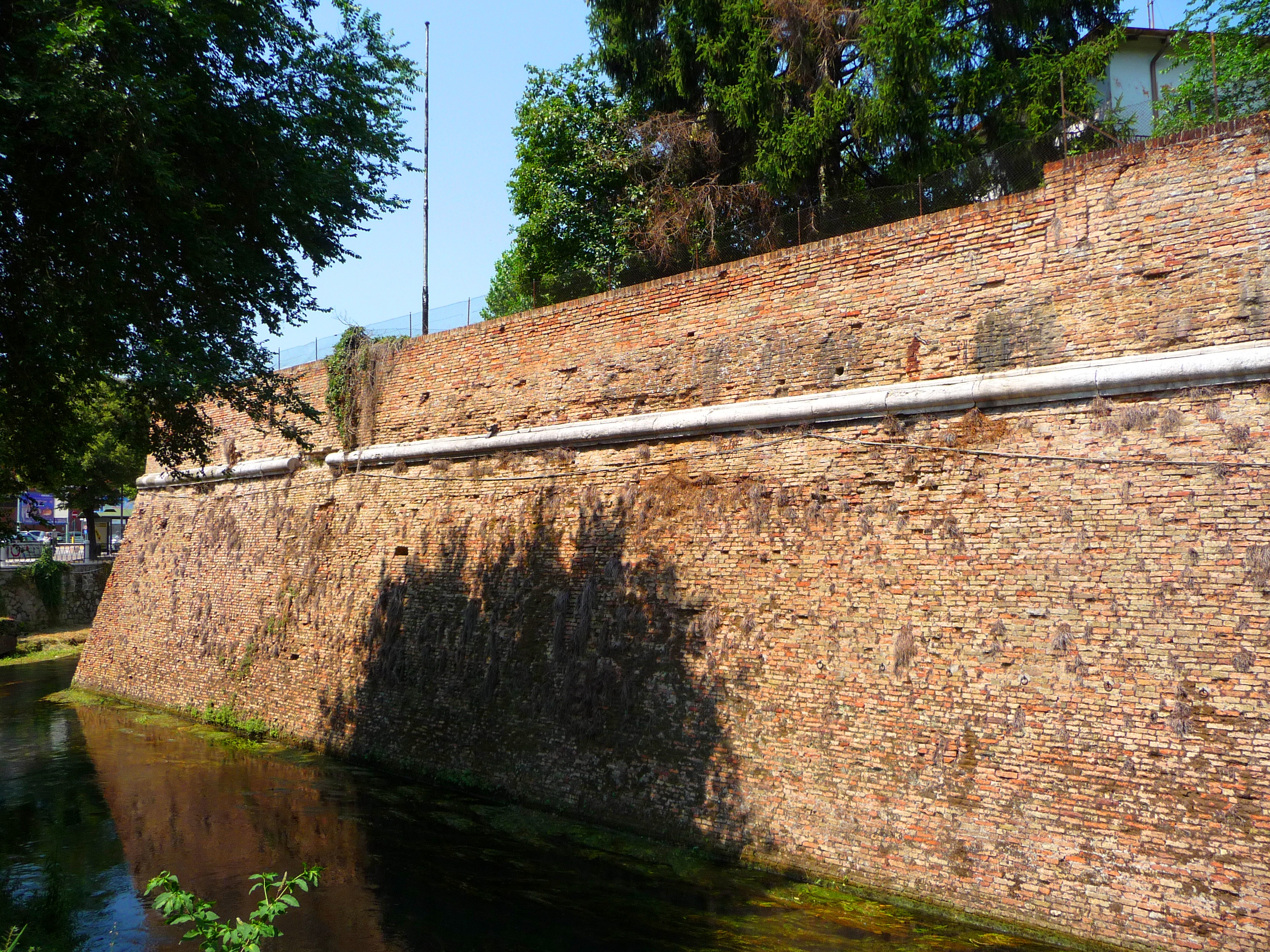
Stadtmauer im Bahnhofsviertel
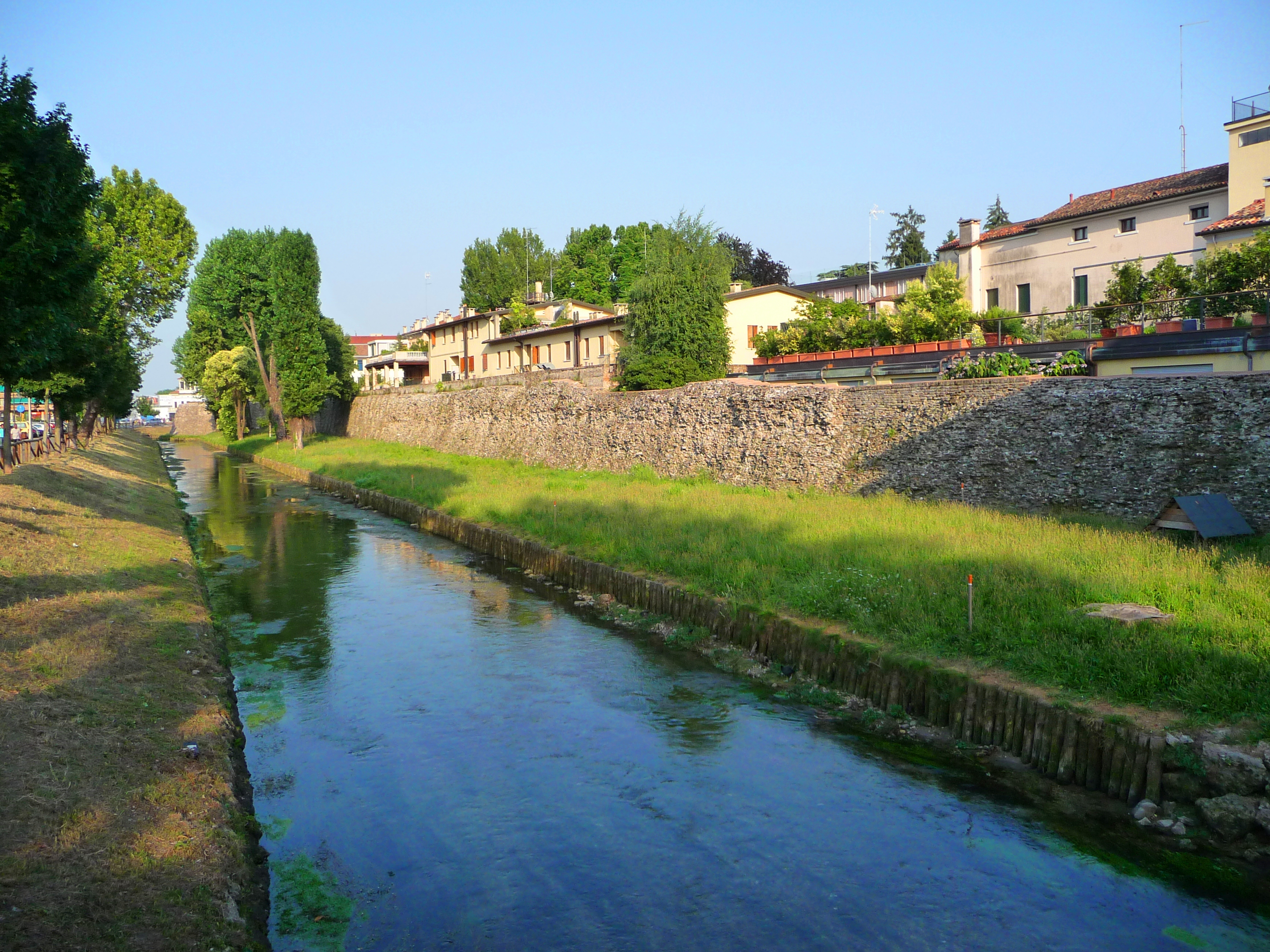
Stadtmauer an der Porta San Tomaso

### Stadttore

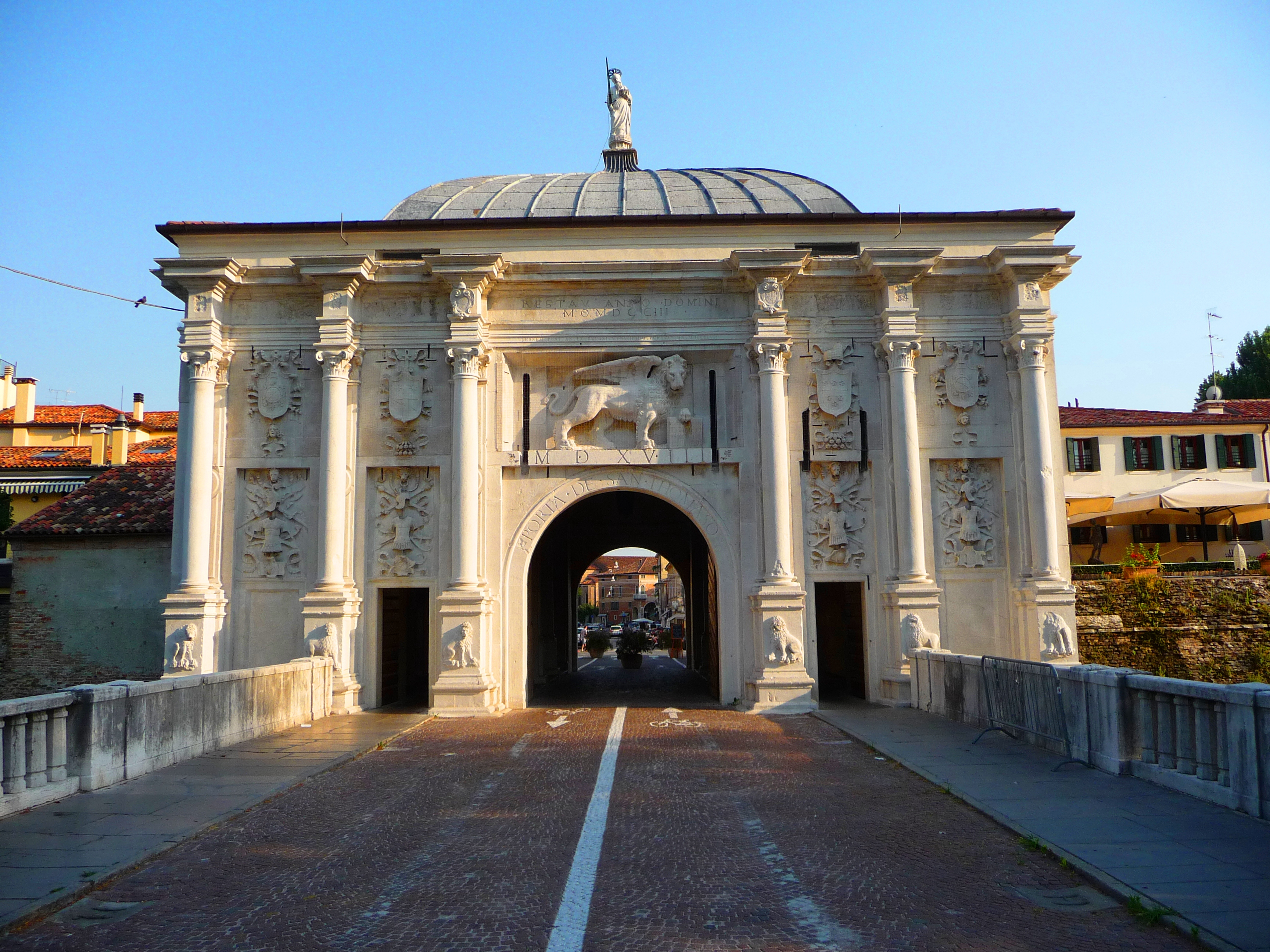
Porta San Tomaso
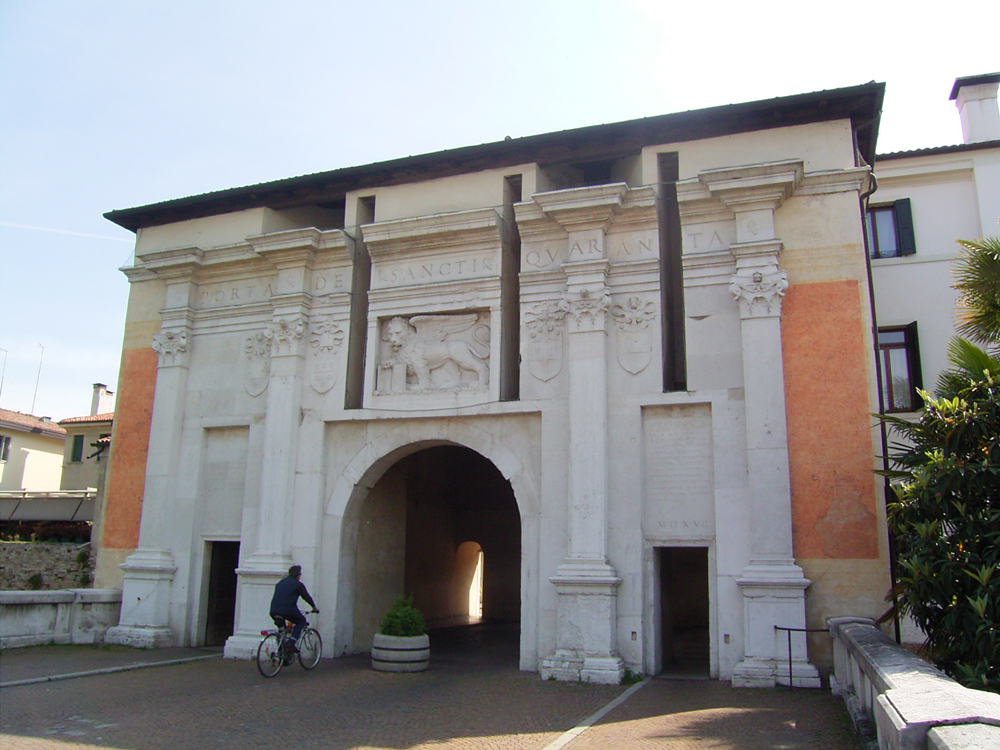
Porta SS. Quaranta
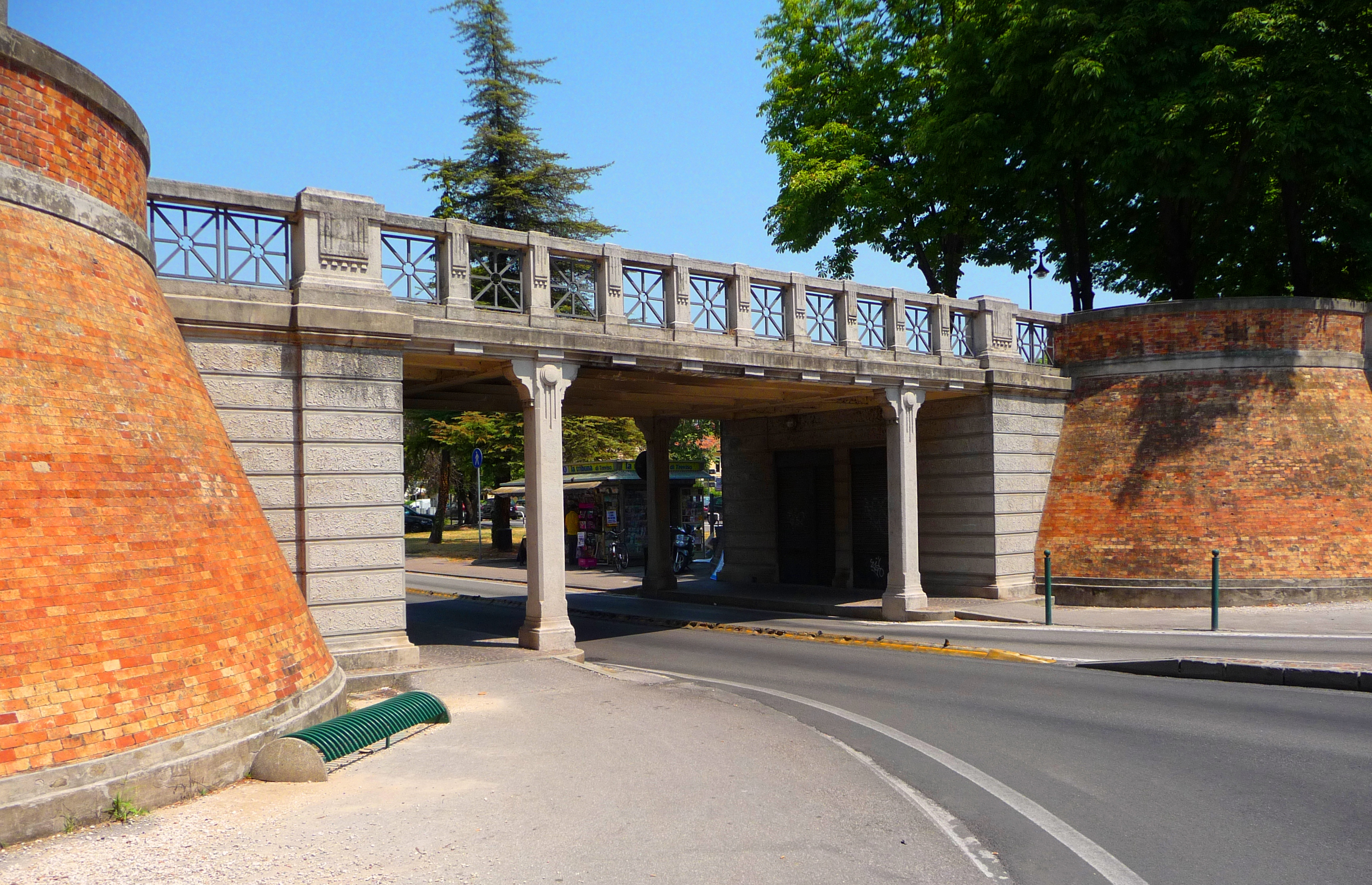
Varco Fra' Giocondo

### Schleusensystem

Schleusenbrücke zum Einlass des Botteniga in die Stadt
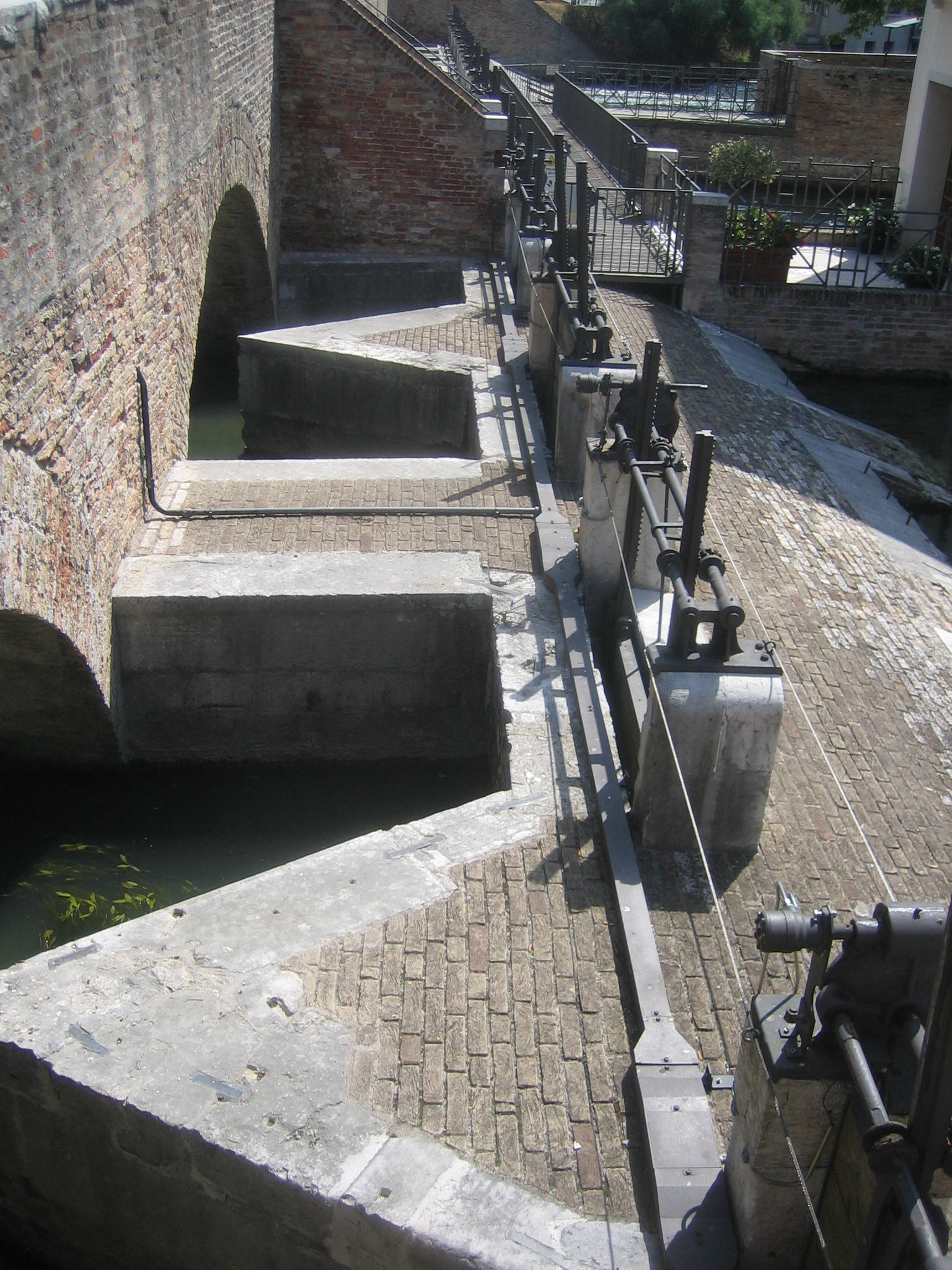
Ponte de pria